# Vee Gee
Vee Gee war eine britische Automarke, unter der 1913 Cyclecars des Herstellers Vernon Gash & Company in Leeds (Yorkshire) vermarktet wurden.
Das einzige Modell wurde mit einem V2-Motor von J.A.P. angetrieben, der 8 bhp (5,9 kW) leistete.